# Dnevni metulji
Dnevni metulji (znanstveno ime Rhopalocera) so nerangiran takson metuljev, v katerega uvrščamo okoli 17.500 opisanih vrst. Dnevne metulje v vsakdanji govorici največkrat opisujemo kar z imenom metulji, saj ostale predstavnike metuljev imenujemo bolj specifično nočni metulji, vešče ali sovke. Imajo nenavaden življenjski krog z larvalno stopnjo gosenice, neaktivno fazo bube in veličastno preobrazbo v domačo in barvito odraslo žival s krili. Zaradi raznolikih vzorcev svetlo obarvanih kril in elegantnega leta je postalo opazovanje metuljev priljubljen konjiček.

## Telesne značilnosti
Metulji imajo na telesu in krilih drobne, prekrivajoče se luske. Obustne okončine so oblikovane v dolg rilček za sesanje tekočin. V splošnem so dnevni metulji podnevi aktivne živali živih barv s kijastimi tipalnicami. Od nočnih metuljev jih loči predvsem lastnost, da se usklajeno zamahovanje kril doseže z enostavnim prekrivanjem sprednjega in zadnjega para, medtem ko imajo slednji posebno strukturo, ki pritrjuje zadnje krilo na sprednjega.
Večina metuljev izlega jajčeca na rastline, s katerimi se bodo hranile gosenice, ko se izležejo. Ličinke so gosenice z valjastim telesom in grizalom. Preobrazba je popolna; buba je pogosto v svilnatem kokonu.

## Ekologija
Metulje lahko opazujemo spomladi in poleti. V splošnem so toploljubne živali, zato je največja pestrost vrst v tropih, med njimi pa so tudi vrste, ki so se prilagodile na preživetje v visokogorskih habitatih. Hranijo se s cvetnim nektarjem, pri čemer uporabljajo rilček, ki ga kot urno vzmet zvijejo pod glavo, kadar ga ne potrebujejo. V ekosistemu so zato pomembni kot opraševalci in skozi zgodovino se je razvilo mnogo parov rastlina – metulj, ki so odvisni drug od drugega - metulji od rastline za prehrano, rastlina pa od metuljev za oploditev. Pogosto se čas aktivnosti vrste metulja tako ujema s časom cvetenja gostiteljske rastline, območje njegove razširjenosti pa z rastiščem.
Vse gosenice so rastlinojede; lahko se prehranjujejo specifično z eno ali nekaj sorodnih rastlinskih vrst, prehrana drugih pa je manj specializirana. Z obgrizovanjem listov ali drugih rastlinskih struktur v mnogo primerih povzročajo venenje in okužbo rastlin s patogenimi organizmi. Gosenice, ki se prehranjujejo s kulturnimi rastlinami, tako obravnavamo kot škodljivce.

## Sistematika
Metulje največkrat delimo na naddružini Hesperioidea (debeloglavčki) in Papilionoidea. Nekateri avtorji menijo, da mednje spada tudi naddružina ameriških moljev (Hedyloidea). Z vključitvijo ameriških moljev tvorijo naddružine naravno skupino (klad), vendar so ameriški molji po telesnih značilnostih in vedenju (so nočno aktivni) bolj podobni nočnim metuljem in jih v praksi tako ne obravnavamo kot dnevne metulje. To je tudi razlog zakaj dnevni metulji niso uradno priznani kot taksonomska kategorija.